# Human Target (Fernsehserie)
Human Target ist eine US-amerikanische Fernsehserie, die lose auf dem Comic Human Target von Len Wein basiert. Die erste Staffel der Serie wurde ab dem 15. Januar 2010 auf CTV in Kanada und seit dem 17. Januar auf Fox in den USA ausgestrahlt. Am 17. Mai 2010 verlängerte Fox die Serie um eine zweite und letzte Staffel.
In Deutschland startete die Serie am 27. September 2010 auf ProSieben.

## Handlung
Christopher Chance ist ein Leibwächter, der vorübergehend in Identitäten an der Seite seiner Klienten schlüpft, um gefährliche Situationen zu meistern. Ihm zur Seite steht Laverne Winston. Er leitet die Bodyguard-Firma und unterhält den Kontakt mit den Klienten und Auftraggebern. Weiteres Mitglied im Team ist der zwielichtige Guerrero, der viele Kontakte in die kriminelle Unterwelt unterhält und so oft zusätzliche Informationen zu den verschiedenen Aufträgen beisteuern kann.
Neben der reinen Handlung der einzelnen Episoden erfährt man im Laufe der Serie auch mehr und mehr über den Hintergrund der einzelnen Figuren. Besonders über die Figur Christopher Chance werden immer wieder neue Details bekannt.

## Die Figuren

### Hauptfiguren

#### Christopher Chance
Er ist die Hauptfigur der Serie und übernimmt Aufträge, um die Klienten der Firma zu schützen. Sein wahrer Name ist nicht bekannt. Allerdings wird im Laufe der Serie über seine Vergangenheit einiges offenbart. Er war sowohl für das Militär, als auch für eine Verbrecher-Organisation tätig, wobei er gezielte Morde und Spezialaufträge erledigte. In der Organisation lernte er sein Handwerk, gab es auch weiter und fand in Joubert einen väterlichen Freund. Später verriet Chance seinen Mentor und ist seitdem vor ihm auf der Flucht. Sein Gegenspieler Baptiste ist einer seiner Schüler aus jener Zeit. Seit Chance die Seiten wechselte, wird er vom Kopf der Verbrecher-Organisation verfolgt. Er spricht viele Sprachen fließend und war auch als Freiheitskämpfer in Teilen Südamerikas aktiv. Seinen Namen hat er von einem ehemaligen Bodyguard übernommen, der ihm vor vielen Jahren half den Absprung aus der Organisation von Joubert zu schaffen. Damals sollte er die Zeugin Katherine Walters töten, verliebte sich aber in sie. Im weiteren Verlauf wurde sie schließlich von Baptiste im Auftrag von Joubert getötet.

#### Detective Laverne Winston
Er ist der beste Freund von Christopher Chance und Leiter der gemeinsamen Firma. Er war früher als Detective bei der Polizei tätig und unterhält beste Verbindungen zu den Behörden sowie in die Politik und die Wirtschaft. Er mischt sich selten direkt in die Einsätze ein, sondern übernimmt meist die Planung und Überwachung. Er ist zudem sehr um das Wohl von Chance besorgt und versucht ihn so gut wie möglich vor seinen Verfolgern aus der Vergangenheit zu beschützen. Nach einer ersten Begegnung mit Chance, welcher damals zunächst noch als Auftragskiller für Joubert arbeitete, verließ er den Polizeidienst und bot Chance an mit ihm zusammen eine Bodyguard-Firma zu führen.

#### Guerrero
Er ist das dritte Mitglied der Firma und übernimmt viele Aufgaben. Sein wahrer Name ist nicht bekannt. Ebenso wie Chance hat er reichlich Erfahrung im Nahkampf und hat bereits als Killer gearbeitet. Dazu besitzt er ein großes Wissen im Bereich der Elektronik und der Chemie. Soweit bekannt, hat er früher zusammen mit Christopher Chance für die Verbrecher-Organisation gearbeitet. Man erfährt aber, dass er eine Frau und ein Kind hat. Seit er einmal von Christopher Chance verschont und nicht wie üblich in der Branche getötet wurde, verbindet ihn eine Art Freundschaft mit Chance.

#### Ilsa Pucci
Sie stellt sich selbst als Mandantin vor und wird von Chance, Winston und Guerrero letztlich erfolgreich vor ihren Verfolgern gerettet. Dabei zeigt sie sich tief beeindruckt von Chance und seiner Arbeitsweise. Sie bietet daraufhin an, als stille Teilhaberin in die Firma einzusteigen. Zuvor hatte sie ein beträchtliches Vermögen von ihrem ermordeten Mann geerbt. Chance, Wilson und Guerrero stimmen zu. Ilsa Pucci stellt seitdem Chance und seinen Mitstreitern Fahrzeuge und Flugzeuge für ihre Einsätze zur Verfügung und renovierte außerdem das Büro der Firma.

#### Ames
Ames ist eine ehemalige Diebin, die sich auf ihr „Handwerk“ versteht und nahezu alles stehlen kann. Sie wurde vor Jahren bereits mehrmals von Laverne Winston verhaftet. Zu Beginn der zweiten Staffel wird Ames angeheuert, um von Ilsa Pucci einen Ring zu stehlen, wobei sie von Guerrero gefasst wird. Damit sie ihren Fehler wiedergutmachen kann, hilft sie Christopher Chance dabei, Ilsa Pucci aus den Händen ihrer Entführer zu befreien. Sie wird fester Bestandteil des Teams und ist damit nicht mehr auf kriminelle Aktivitäten angewiesen.

### Nebenfiguren
LaylaSie ist eine Computer-Expertin und arbeitete früher für einen großen Rüstungskonzern in Washington. Nachdem dort viele Abteilungen aufgrund krimineller Arbeitsweisen geschlossen werden mussten, verlor sie ihren Job und arbeitet seitdem freiberuflich für Laverne Winston und seine Firma.
FBI-Agent BarnesSie traf Christopher Chance bei einem Auftrag in der russischen Botschaft. Dort schafften sie es gemeinsam, einen Killer innerhalb der Botschaft zu stellen. Danach verschwand Chance und ließ sie mit vielen offenen Fragen zurück. Durch das Auftauchen von Baptiste musste Chance erneut mit ihr zusammenarbeiten und es gelang wiederum gemeinsam, einen Anschlag auf einem Friedensgipfel zwischen China und Taiwan zu vereiteln.
BaptisteWie Chance ist er ebenfalls ein Schüler von Joubert und stand lange Zeit im Schatten von Christopher Chance. Nach dessen Ausstieg wurde er auf Chance angesetzt und sollte ihn und dessen ehemaliges Ziel eliminieren. Er tötete daraufhin Katherine Walters, in die sich Chance zuvor verliebt hatte. Ebenso tötete er einen Bekannten von Chance, einen alternden Bodyguard mit dem Namen Christopher Chance, dessen Identität von Chance später übernommen wurde. Seitdem gab es einige Treffen zwischen Baptiste und Chance. Baptiste wurde vom FBI gefangen genommen und an Russland ausgeliefert.
JoubertEr war der ehemalige Mentor von Christopher Chance und Baptiste und Kopf einer Gesellschaft von Auftragskillern. Er war viele Jahre lang ein Mentor und väterlicher Freund für Chance und zog ihn auf in der Hoffnung, dass Chance einmal sein Nachfolger werden würde. Seit dem Fall Katherine Walters sucht er Chance und versucht ihn töten zu lassen.

## Synchronisation
| Rolle                     | Schauspieler       | Synchronsprecher  | Hauptrolle (Episoden) | Nebenrolle (Episoden) |
| ------------------------- | ------------------ | ----------------- | --------------------- | --------------------- |
| Christopher Chance        | Mark Valley        | Torsten Michaelis | 1x01–2x13             |                       |
| Detective Laverne Winston | Chi McBride        | Tilo Schmitz      | 1x01–2x13             |                       |
| Guerrero                  | Jackie Earle Haley | Robert Missler    | 1x01–2x13             |                       |
| Ilsa Pucci                | Indira Varma       | Katrin Fröhlich   | 2x01–2x13             |                       |
| Ames                      | Janet Montgomery   | Tanya Kahana      | 2x02–2x13             | 2x01                  |

## Ausstrahlung

### Vereinigte Staaten und Kanada
Die 12-teilige erste Staffel wurde erstmals vom 15. Januar 2010 bis zum 11. April 2010 in Kanada auf CTV ausgestrahlt. In den USA begann die Ausstrahlung auf Fox zwei Tage später am 17. Januar 2010 und sendete sie bis zum 14. April 2010. Die zweite Staffel der Serie wurde ab dem 17. November 2010 gesendet. Die letzten beiden Folgen der zweiten Staffel wurden am 2. und am 9. Februar 2011 nach American Idol ausgestrahlt. Die Folgen neun und zehn wurden zuerst auf dem kanadischen Sender CTV Two am 12. Januar 2011 ausgestrahlt.

### Deutschland
In Deutschland hatte sich ProSiebenSat.1 Media die Rechte gesichert und strahlte die erste Staffel ab dem 27. September 2010 als Free-TV Premiere bei ProSieben aus. Das Staffelfinale, die 12. Folge Christopher Chance, wurde jedoch von ProSieben erst direkt vor dem Start der zweiten Staffel, am 11. April 2011 gesendet. Mit der sechsten Episode beendete ProSieben im Juni 2011 die Ausstrahlung. Die restlichen sieben Episoden der zweiten Staffel wurden erst im September 2014 bei ProSieben nachgeholt.

### Schweiz
In der Schweiz startete die Serie am 7. November 2010 auf 3+.

### International
International wird die Serie in Australien, Neuseeland, Großbritannien und Irland ausgestrahlt.

## Episodenliste
| Nummer (gesamt) | Nummer (Staffel) | Originaltitel         | Deutscher Titel    | Erstausstrahlung (CTV) | Erstausstrahlung (Fox) | Erstausstrahlung (ProSieben) |
| 01              | 01               | Pilot                 | Der Absprung       | 15. Januar 2010        | 17. Januar 2010        | 27. September 2010           |
| 02              | 02               | Rewind                | Kopfüber           | 18. Januar 2010        | 20. Januar 2010        | 4. Oktober 2010              |
| 03              | 03               | Embassy Row           | Vergiftet          | 25. Januar 2010        | 26. Januar 2010        | 11. Oktober 2010             |
| 04              | 04               | Sanctuary             | Refugium           | 1. Februar 2010        | 3. Februar 2010        | 18. Oktober 2010             |
| 05              | 05               | Run                   | Kassensturz        | 8. Februar 2010        | 10. Februar 2010       | 25. Oktober 2010             |
| 06              | 06               | Lockdown              | Abgeriegelt        | 15. Februar 2010       | 17. Februar 2010       | 8. November 2010             |
| 07              | 07               | Salvage & Reclamation | Saldovars Gold     |                        | 10. März 2010          | 15. November 2010            |
| 08              | 08               | Baptiste              | Baptiste           | 14. März 2010          | 17. März 2010          | 22. November 2010            |
| 09              | 09               | Corner Man            | Im Ring            | 21. März 2010          | 24. März 2010          | 29. November 2010            |
| 10              | 10               | Tanarak               | Tanarak            | 28. März 2010          | 31. März 2010          | 6. Dezember 2010             |
| 11              | 11               | Victoria              | Victoria           | 4. April 2010          | 7. April 2010          | 13. Dezember 2010            |
| 12              | 12               | Christopher Chance    | Christopher Chance | 11. April 2010         | 14. April 2010         | 11. April 2011               |

| Nummer (gesamt) | Nummer (Staffel) | Originaltitel               | Deutscher Titel                | Erstausstrahlung (Fox)                    | Erstausstrahlung (ProSieben) |
| 13              | 01               | Ilsa Pucci                  | Ilsa Pucci                     | 17. November 2010                         | 18. April 2011               |
| 14              | 02               | The Wife’s Tale             | Geschichte einer Witwe         | 24. November 2010                         | 2. Mai 2011                  |
| 15              | 03               | Taking Ames                 | Der Cleaner                    | 1. Dezember 2010                          | 16. Mai 2011                 |
| 16              | 04               | The Return of Baptiste      | Baptistes Rückkehr             | 8. Dezember 2010                          | 23. Mai 2011                 |
| 17              | 05               | Dead Head                   | Amnesie                        | 15. Dezember 2010                         | 30. Mai 2011                 |
| 18              | 06               | The Other Side of the Mall  | Weihnachtszirkus               | 22. Dezember 2010                         | 6. Juni 2011                 |
| 19              | 07               | A Problem Like Maria (1)    | Das Maria-Problem – Teil 1     | 5. Januar 2011                            | 4. September 2014            |
| 20              | 08               | Communication Breakdown (2) | Kommunikationsstörung – Teil 2 | 5. Januar 2011                            | 5. September 2014            |
| 21              | 09               | Imbroglio                   | Imbroglio                      | 12. Januar 2011 (A) 14. Januar 2011 (Fox) | 5. September 2014            |
| 22              | 10               | Cool Hand Guerrero          | Cool Hand Guerrero             | 12. Januar 2011 (A) 14. Januar 2011 (Fox) | 9. September 2014            |
| 23              | 11               | Kill Bob                    | Kill Bob                       | 31. Januar 2011                           | 9. September 2014            |
| 24              | 12               | The Trouble With Harry      | Immer Ärger mit Harry          | 2. Februar 2011                           | 10. September 2014           |
| 25              | 13               | Marshall Pucci              | Marshall Pucci                 | 9. Februar 2011                           | 10. September 2014           |

## DVD- und Blu-ray-Veröffentlichung
Die erste Staffel wurde in den USA und in Kanada am 21. September 2010 auf DVD und Blu-ray veröffentlicht. Neben den 12 Episoden enthält das Paket auch zusätzliche Inhalte wie unveröffentlichte Szenen, Kommentare und zwei Behind-the-Scenes-Extras. In Deutschland erschien die erste Staffel am 1. April 2011 auf DVD und Blu-ray.